# Загурский, Леонард Петрович
Леона́рд Петро́вич Загу́рский (1827—1891) — русский лингвист, этнограф и педагог.

## Биография
Происходил из дворян Волынской губернии; родился 6 (18) ноября 1827 года в селении Башине, Ровенского уезда; был римско-католического вероисповедания.
Первоначальное образование получил в 1-й Киевской гимназии, в которой окончил курс в 1844 году и в том же году без экзаменов был принят на 1-е (историко-филологическое) отделение философского факультета Киевского университета казённокоштным студентом. По окончании обучения, 30 января 1849 года, получил диплом со званием кандидата университета. После чего Загурский в течение года исполнял обязанности гувернёра при детях графа Суйковского.
С 15 февраля 1850 года в чине коллежского секретаря он был определён учителем истории и географии в 1-й Тифлисскую гимназию и Закавказский девичий институт.
С 1870 года, уже в чине коллежского советника, Загурский в течение 18 лет преподавал историю и географию в Тифлисском реальном училище. В должности учителя он пробыл до 1888 года, когда был назначен чиновником особых поручений при главноначальствующем гражданской частью на Кавказе.
Вскоре после приезда в Тифлис в 1850 году, он примкнул к учёным, занимающимся кавказоведением, многие из которых, как и он сам, позже стали членами Кавказского отдела Императорского русского географического общества (ИРГО), открытого 18 марта 1851 года на основании Положения о Кавказском отделе ИРГО, утверждённого Николаем I 18 июля 1850 года.
Загурский избран действительным членом Кавказского отдела ИРГО (далее по тексту — Отдел) 29 апреля 1852 года на общем собрании Отдела и посвятил изучению Кавказа почти 40 лет. За это время он опубликовал в изданиях Общества множество статей, преимущественно по изучению языков Кавказа, по антропологии и этнографии. Первый раз имя Загурского встречается в 1862 году в V-й книге «Записок Кавказского отдела Императорского русского географического общества» (далее по тексту — «Записки»), как редактора этого издания (совместно с А. Т. Филадельфиным).
Не получив специального лингвистического образования, Загурский под влиянием отчасти барона П. К. Услара, в особенности же благодаря профессору В. Ф. Миллеру, принялся за изучение лингвистики для того, чтобы применить эти знания к исследованию кавказских языков. Для этой цели он сделал несколько экскурсий по Кавказу. Первый самостоятельный труд Загурского «Кавказско-горские письмена» опубликован в V выпуске «Сборника сведений о кавказских горцах», изданном в 1871 году. Позднее Загурский, по поручению распорядительного комитета Отдела, написал «Краткий обзор 25-ти летней деятельности Кавказского отдела Географического Общества по этнографии», который был представлен 10 марта 1876 года, в день празднования 25-летнего юбилея Отдела.
Служа по учебному ведомству, Загурский всё свободное время посвящал работе в Кавказском отделе ИРГО, правителем дел которого он был почти 15 лет (с 1876 года). Получая деньги за преподавательскую деятельность он отказывался от денежного вознаграждения, положенного ему как редактору изданий Отдела.
Скончался в Тифлисе в ночь с 23 на 24 апреля (6 мая) 1891 года на 64-м году жизни после тяжёлой и продолжительной болезни.
На месте его захоронения на средства Кавказского Отдела ИРГО был сооружён памятник, а стараниями учеников и почитателей был изготовлен бронзовый бюст покойного, работы скульптора Ф. И. Ходоровича, и установлен на памятник.